# Hulgūr
Hulgūr är en ort i Indien.   Den ligger i distriktet Haveri och delstaten Karnataka, i den sydvästra delen av landet, 1 500 km söder om huvudstaden New Delhi. Hulgūr ligger 632 meter över havet och antalet invånare är 8 092.
Terrängen runt Hulgūr är platt, och sluttar söderut. Runt Hulgūr är det tätbefolkat, med 286 invånare per kvadratkilometer. Närmaste större samhälle är Shiggaon, 12,6 km sydväst om Hulgūr. Trakten runt Hulgūr består till största delen av jordbruksmark.